# Gidle
Gidle – wieś w Polsce położona w województwie łódzkim, w powiecie radomszczańskim, w gminie Gidle. 
4 września 1939 niemieccy żołnierze Wehrmachtu zamordowali 3 mieszkańców wsi, Wincentego Chojnackiego, Mariana Ociepę i Józefa Turka.
W latach 1975–1998 miejscowość administracyjnie należała do województwa częstochowskiego.
Miejscowość jest siedzibą gminy Gidle.
W Gidlach znajduje się sanktuarium maryjne, ściągające licznych pielgrzymów. Jest tu także szkoła podstawowa im. Józefa Piłsudskiego.

## Części wsi
| SIMC    | Nazwa   | Rodzaj    |
| ------- | ------- | --------- |
| 1040540 | Kartuzy | część wsi |

## Sport
- LKS VIS Gidle (piłka nożna (klasa A) Juniorzy, Seniorzy
- Warta Gidle (piłka nożna) Piłka nożna dziewczyn

## Zabytki
Według rejestru zabytków NID na listę zabytków wpisane są obiekty:
- kościół parafialny pw. św. Marii Magdaleny, drewniany, XV/XVI w., 1659, nr rej.: 203-X-13-1946 i z 1.02.1962 oraz 220 z 27.12.1967
- zespół klasztorny dominikanów, 1632-1644:
  - bazylika mniejsza pw. Wniebowzięcia NMP, nr rej.: 204-X-14 z 12.05.1946 oraz 221 z 27.12.1967
  - klasztor, nr rej.: 205-X-14 z 12.05.1946 oraz 222 z 27.12.1967
  - spichrz, nr rej.: 223 z 27.12.1967
- zespół klasztorny kartuzów:
  - kościół pw. MB Bolesnej, nr rej.: 201-X-11 z 1.02.1962 oraz 224 z 27.12.1967
  - dzwonnica, nr rej.: 202-X-12 z 1.02.1962 oraz 225 z 27.12.1967
  - brama, nr rej.: 729 z 27.12.1967
- cmentarz katolicki, nr rej.: 420/88 z 27.05.1988

Istniejące od XVII wieku dominikańskie sanktuarium Matki Bożej Gidelskiej słynie z cudów maleńkiej figurki Matki Bożej. Według przekazów wyorał ją Czeczek, rolnik, i wkrótce zasłynęła cudami, a w rezultacie narastającego kultu sprowadzono tu Dominikanów. Całość przekazów przedstawiona jest na obrazach w bazylice Matki Bożej Gidelskiej.
 przez miejscowość biegnie Łódzka Magistrala Rowerowa N-S

## Galeria

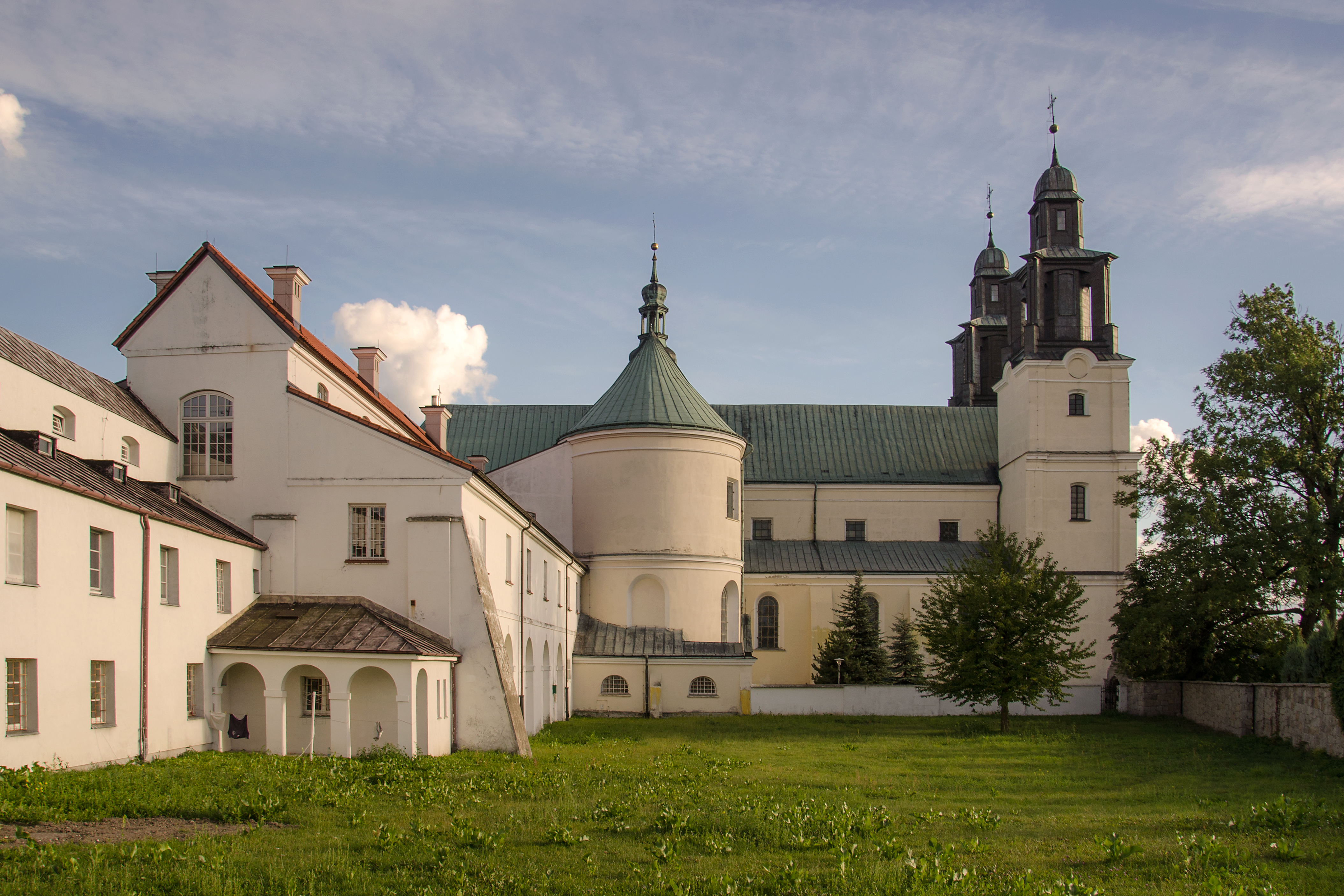
Zespół klasztorny dominikanów
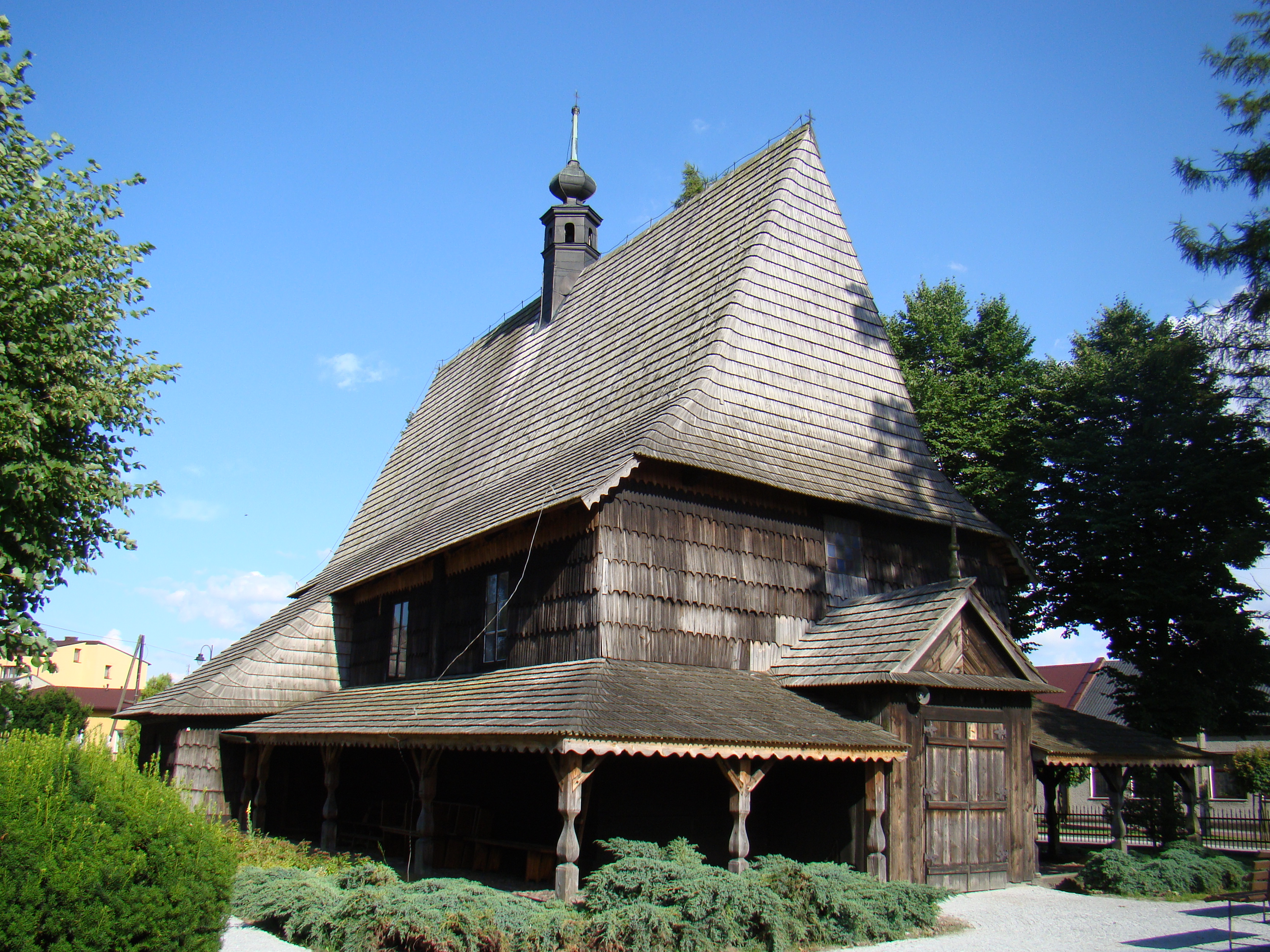
Kościół parafialny pw. św. Marii Magdaleny